# گلان-مونشوایلر (فرباندسگماینده)
گلان-مونشوایلر (فرباندسگماینده) (به آلمانی: Verbandsgemeinde Glan-Münchweiler) یک منطقهٔ مسکونی در آلمان است که در کوزل واقع شده‌است.